# Hércules Galló
Ercole Galló, conhecido no Brasil como Hércules Galló (Valle Mosso, 26 de junho de 1869 — Porto Alegre, 9 de maio de 1921), foi um empresário e político ítalo-brasileiro.
Era filho de um tecelão. Estudou na Escola Profissional de Biella, onde aperfeiçoou seus conhecimentos sobre economia e tecelagem. Em 21 de abril de 1890 casou-se com Edvige Virginia Strona, que lhe daria os filhos Olga, Renato e Pinot. A decisão de emigrar para o Brasil, diferentemente de tantos outros, não decorreu em função de empobrecimento, mas viu na América possibilidades de fazer bons investimentos com a herança que recebera do pai, morto em 1899, chegando com substanciais economias.
Fixou-se primeiramente no Rio de Janeiro, empregando-se em uma manufatura de tecidos de algodão, e depois na Sociedade Botafogo como químico-tintureiro. Não muito tempo depois transferiu-se para Porto Alegre, onde arranjou trabalho como operário na Fiação e Tecidos Porto Alegrense, e em seguida passou a desempenhar as funções de diretor técnico e químico-tintureiro. Passou então para a empresa Rheingantz e mais tarde empregou-se na companhia da família Chaves Barcellos, sendo seu representante comercial. Em 1904 adquiriu o controle da Società Tevere e Novità, um lanifício fundado em 1898 na localidade de Vale del Profondo da vila de Caxias. Galló reorganizou a empresa e registrou-a na Junta Comercial de Porto Alegre com a denominação de Companhia de Tecidos de Lã, baseada em um capital de 30 contos de réis. Em 1910 já era citada nos relatórios da Secretaria do Interior como uma das maiores empresas têxteis do Rio Grande do Sul.
Em 1911, em uma viagem que Galló fez à Europa para adquirir maquinário, encontrou-se com o empresário Pedro Chaves Barcellos, surgindo a ideia de fundir a Companhia com a firma Chaves & Almeida. Assim, em 13 de agosto 1913 iniciavam as operações da Chaves Irmãos & Cia., tendo como sócios Pedro Chaves Barcellos, Paulino d'Almeida Chaves Barcellos, o comendador Antônio Chaves Barcellos e Hércules Galló. Dotada de instalações modernas e uma equipe competente, a nova empresa nascia com o grande capital de 700 contos. A administração ficou principalmente sob a égide de Galló. A partir de suas difíceis experiências iniciais como imigrante, Galló preocupou-se em oferecer boas condições de trabalho para seus quase 200 funcionários, e construiu uma vila operária para residirem, na qual pagavam um aluguel apenas simbólico. O lanifício exerceu um papel determinante no progresso material e social do Vale del Profondo e foi um grande impulsionador da indústria têxtil no estado.
Galló ganhou prestígio na comunidade, chamado na imprensa de "homem probo, competente e trabalhador", que havia se imposto "à consideração do povo de Caxias pelo seu espírito empreendedor e progressista", condutor de um "importante estabelecimento industrial que faz honra a Caxias". Fez parte da Comissão Diretora da 1ª Exposição Regional Agrícola-Industrial, foi nomeado tenente-coronel do 85º Batalhão de Reserva da Guarda Nacional, uma posição eminentemente honorária, ingressou na Associação dos Comerciantes, que reunia a elite do empresariado local e exercia grande influência nos destinos econômicos de toda a região, assumiu um cargo na sua Comissão Fiscal, e veio a se interessar pela política. Em 1912 foi nomeado vice-intendente na gestão de José Pena de Moraes, assumindo a titularidade em 21 de novembro de 1914 por ocasião de uma licença de Moraes, e mantendo-a até 11 de janeiro de 1915, quando renunciou. Foi também o primeiro deputado estadual eleito pela região colonial italiana, exercendo seu mandato entre 1913 e 1916 representando o Partido Republicano Rio-Grandense. Segundo Ricardo Bueno, "o momento era de definição de muitas regras, como as que diziam respeito à exportação de gêneros, taxas ou isenções de impostos, cobrança da dívida de colonos, construção de estradas e canais, estradas de ferro, obras em portos, desapropriações, etc. Hércules teve presença destacada, defendendo os interesses da região de Caxias, em especial na Comissão de Exame de Despesas. [...] A presença de Hércules na vida política da região foi uma constante".
Em 1917 foi um dos fundadores da Federação das Associações Comerciais da Região Colonial, entidade que veio a presidir. Em 1920 começou a fazer planos para a abertura de um outro lanifício, talvez no mesmo local, onde adquiriu algumas terras, ou em Foz do Iguaçu, onde adquiriu uma grande gleba de terras, e em 1º de fevereiro de 1921 foi anunciado na imprensa o seu desligamento do lanifício. No entanto, no início de maio subitamente passou mal, foi levado às pressas para o Hospital da Beneficência Portuguesa em Porto Alegre, onde veio a falecer no dia 9, sem que a causa do óbito tenha sido identificada. O corpo foi transportado de volta a Caxias, sendo sepultado com grandes homenagens. Um obituário publicado poucos dias depois louvou suas qualidades de inteligência, operosidade e honradez, que haviam lhe garantido "um vasto círculo de amizades", e lembrou os "assinalados serviços" que o extinto havia prestado à comunidade e ao Partido Republicano, "que jamais serão esquecidos". Em 3 de setembro a Associação dos Comerciantes inaugurou solenemente um retrato de Galló em sua sede. Na ocasião discursou Frontino Mesquita, secretário, dizendo:
"Galló foi um exemplo vivo do quanto pode a vontade aliada a uma inteligência clara, à honradez no trabalho e à persistência na luta. [...] Além das meritórias qualidades de homem de trabalho, Galló possuía ainda, em alto grau, as qualidades de espírito e as qualidades de coração. [...] Como deputado estadual, soube com honra e dignidade desempenhar o cargo que, em boa hora, lhe fora confiado, recomendando-se ainda mais à estima e à consideração de seus amigos e admiradores. Vice-intendente deste município, de tal modo se houve neste cargo que em cada munícipe conquistara um amigo sincero e em cada peito construíra um altar de admiração e respeito. Presidente da Federação das Associações Comerciais da Região Colonial, soube emprestar-lhe um tal cunho de respeito, e tal feição de moral que se tornara credor da nossa maior estima e veneração".
Em 23 de setembro a Assembleia dos Representantes suspendeu sua sessão e dedicou um Voto de Pesar pelo passamento de Galló e dois outros deputados, e no dia 28 o jornal A Federação publicou discurso do deputado Lindolfo Collor enaltecendo sua passagem pela Assembleia e sua "inatacável reputação de austeridade e carinho pelos interesses públicos", acrescentando que "foi cidadão digno do apreço geral. [...] Modesto, porém dotado de belos pendores cívicos, foi ainda um dedicado companheiro político, militando com real desinteresse, há muitos anos, nas fileiras do Partido Republicano", merecendo respeito pelo legado que deixara. Voltou a ser homenageado no fim do ano pelo intendente Pena de Moraes, e em 1922 a revista O Trabalho publicou o retrato do "grande amigo de Caxias" em sua página de honra.
Com o seu desparecimento a gerência do lanifício foi assumida por Orestes Manfro, um antigo funcionário, e em 1928 a família Galló saiu definitivamente do negócio vendendo todas as suas ações remanescentes para a família Chaves Barcellos. Depois a empresa passou por várias reestruturações e ampliações, mudando também várias vezes de dono e de nome e tornando-se ainda mais importante, estando em atividade até hoje sob o controle da Cooperativa Têxtil Galópolis Ltda.
Sua presença marcante foi homenageada com a denominação do antigo Vale del Profondo como Galópolis, hoje sede de um dos distritos da cidade. Ele também batiza uma rua em Galópolis. As casas que construiu e onde viveu, importantes exemplares da arquitetura da região colonial, foram tombadas e sediam o Instituto Hércules Galló, que se dedica a preservar a sua memória e desenvolver atividades culturais variadas, e que em 2014 recebeu da Câmara Municipal o Prêmio Caxias do Sul por sua relevante atividade.